# Зорниковский
Зорниковский — упразднённый хутор в Урюпинском районе Волгоградской области России. Входил в состав Беспаловского сельского поселения. Упразднён в 2006 году.

## География
Хутор находится в степной местности на западе Урюпинского района, в пределах Калачской возвышенности, являющейся частью Восточно-Европейской равниныРельеф местности холмисто-равнинный, на правом берегу реки рек Пыховка, на расстоянии примерно 7 километра (по прямой) к северо-западу от хутора Беспаловский.

## История
Хутор входил в юрт станицы Михайловской Хопёрского округа Земли Войска Донского (с 1870 — Область Войска Донского). Согласно Списку населённых мест Земли Войска Донского в 1859 года на хуторе Зарников проживало 139 мужчин и 203 женщины.
Согласно алфавитному списку населённых мест Области Войска Донского 1915 года на хуторе имелось хуторское правление и приходское училище, земельный надел хутора составлял 1933 десятин, в нём насчитывалось 65 двора, в которых проживали: 243 мужчины и 242 женщины.
С 1928 года — в составе Урюпинского района Хопёрского округа (упразднён в 1930 году) Нижне-Волжского края (с 1934 года — Сталинградского края).
В 1935 году в состав Добринского района Сталинградского края (с 1936 года Сталинградской области, с 1954 по 1957 год район входил в состав Балашовской области).
По данным на 1936 год Зорниковский, входил в состав Вилковского сельсовет, состоял из 110 хозяйств, в которых проживало 446 человек, основное население — русские. На хуторе имелась начальна школа.
С 1953 года хутор в составе Беспаловского сельсовета.
В 1963 году в связи с упразднением Добринского района хутор вновь передан в состав Урюпинского района.
Постановлением Волгоградской областной думы от 27 апреля 2006 года № 9/175 хутор Зорниковский исключён из учётных данных.

## Население
Согласно результатам переписи 2002 года на хуторе отсутствовало постоянное население.